# Mozilla基金會
Mozilla基金会（英語：Mozilla Foundation），在中国大陆和台湾被称为谋智基金会，是为支持和领导開放原始碼專案而设立的一个非营利组织。该组织制定管理开发政策，经营关键基础组织和管理商标及智慧財產權。它擁有一個子公司：Mozilla公司，用來僱用開發人員開發Mozilla Firefox网页浏览器和Mozilla Thunderbird电子邮件客户端軟體的發行版。Mozilla基金會總部位于美国加州的山景城。
Mozilla基金会把自己描述为“一个致力于在網際網路领域提供多样化选择和创新的公益组织”。在Mozilla基金会所遵循的Mozilla宣言當中，其中列出了十條原則，涵蓋認為對全民及商業活動有益的網際網路發展重要方針。

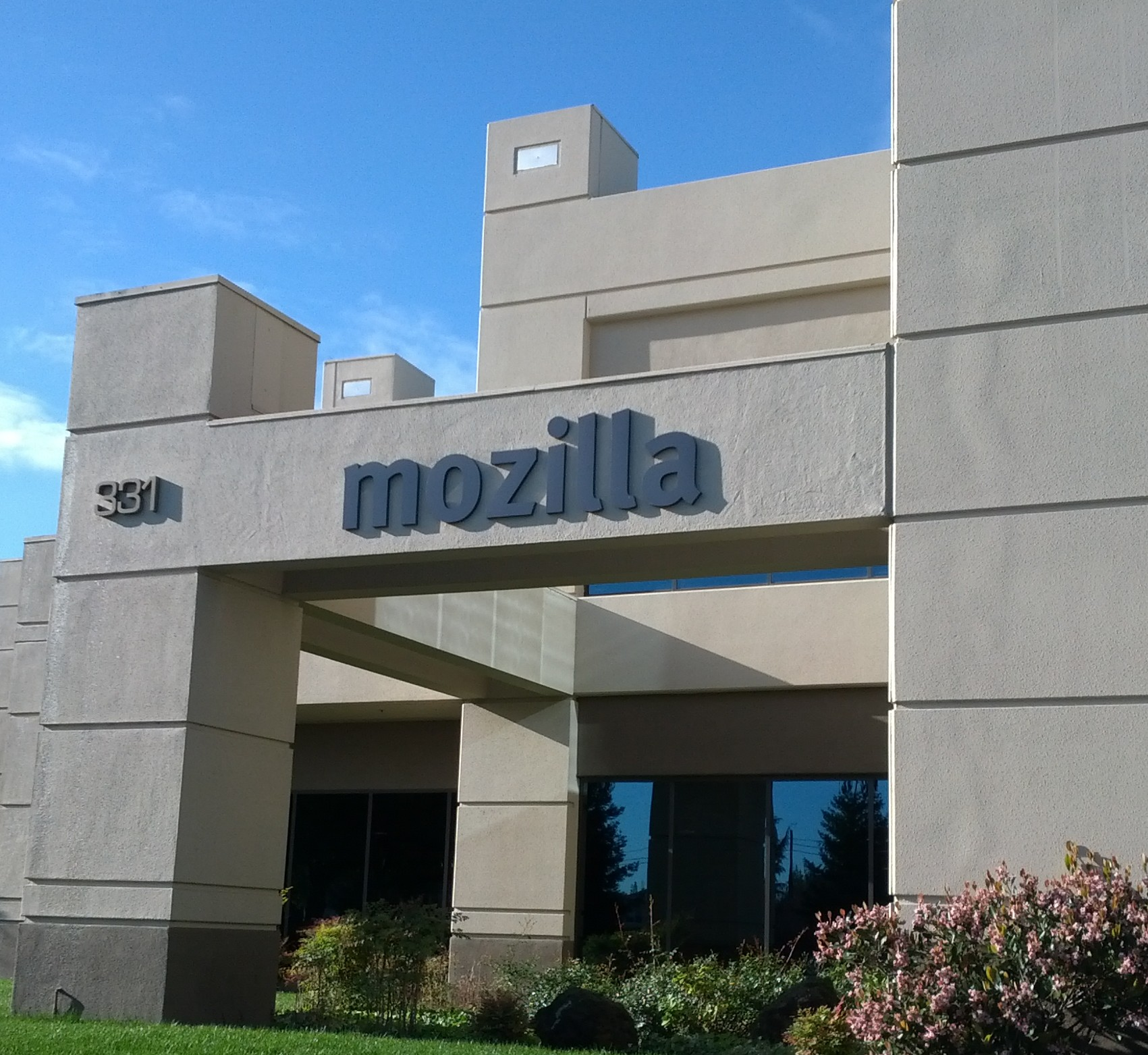
Mozilla基金會／Mozilla公司2021年1月之前的山景城舊辦事處

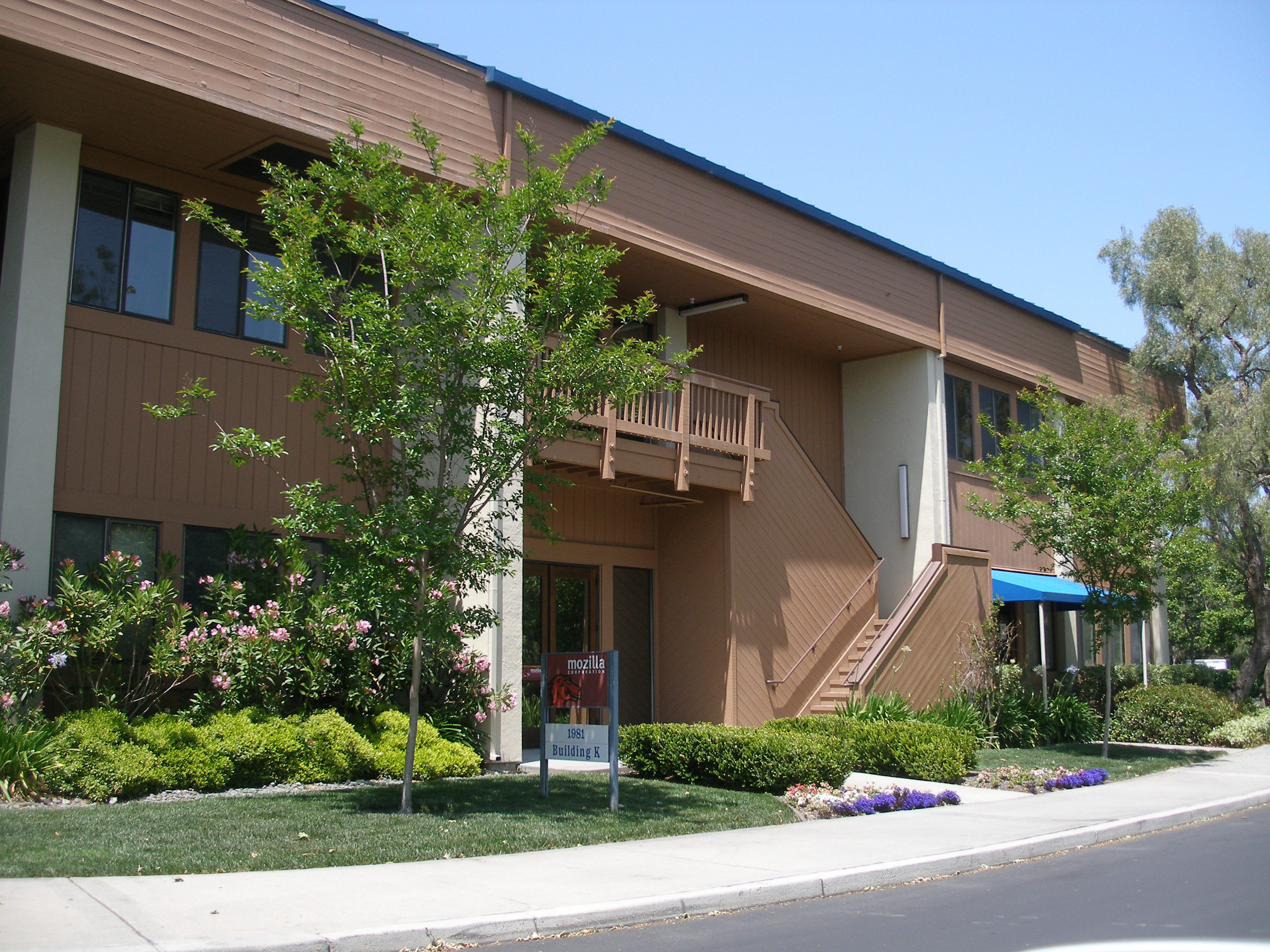
Mozilla基金會／Mozilla公司的Googleplex旁邊的舊辦事處直到2009年7月

## 歷史
1998年2月23日，网景公司成立了“Mozilla組織”，讓它來協調Mozilla应用套件（Mozilla Application Suite）的开发。儘管Mozilla組織主要由網景公司的員工組成，但是理論上，它是獨立於網景公司運作的。Mozilla組織聲稱他們開發的應用套件主要用於測試目的，不適合終端使用者使用，以至於當時一度出現了Beonex Communicator這樣的商業化軟體出現，但是，大多數用戶還是直接去下載官方的Mozilla Application Suite。
當美國線上（網景的母公司）進行大規模裁員後，Mozilla基金會在2003年7月15日成立了，它的目的是保證Mozilla組織可以在沒有網景以後能繼續生存下去。美國線上向基金会提供硬件設施、商標和知识产权，並且在三個月內雇用了一個三人小組來協助过渡。美國線上還承諾在2年時間內捐助200萬美元給基金會。
在最初阶段，Mozilla基金会开始涉及比Mozilla組織更广的领域，把以前网景公司的工作都拿来做了。在面臨“終端用户”的转型當中，Mozilla基金会和一些商业公司签约，販售包含Mozilla軟體的光碟并且提供电话支援服务。在这些举动中，Mozilla基金会选择了以前網景公司的供应商作为他们的选择。Mozilla基金会对自己的智慧財產權更加有信心，他们推出了自己商标和使用政策。市场拓展等的新計畫也开始了。
随着Mozilla公司的成立，Mozilla基金会把所有的軟體开发和商业相关的活动都转移到这个新的子公司。Mozilla基金会现在只專注于监管和战略等事宜，也继续管理一些没有产品化的計畫，例如：Camino和SeaMonkey。Mozilla基金会所拥有的商标和智慧財產權，全部授权給Mozilla公司使用。Mozilla公司也控制了Mozilla的程式原始碼库并且决定谁可以提交原始碼入库。

## 附屬公司

### 北京谋智网络技术有限公司
成立于2005年3月4日，是Mozilla在中國北京的全資子公司，负责Mozilla在華的在地化營銷、社区活动和赞助活动。

### Mozilla公司
在2005年8月3日，Mozilla基金會成立了一個完全擁有的子公司叫做Mozilla公司，用來繼續開發和發行Firefox和Thunderbird。Mozilla公司承擔軟體發行的計劃，市場和一些軟體分發相關的活動。它也處理一些商業合作，這些合作都帶來了收入。Mozilla公司是一個應稅實體，這讓它在追逐收益以及其他商業活動時也帶來了更多自由。

## 董事會成员
截至2014年4月，Mozilla基金会的董事会有6个成员：
- 米切爾·貝克（董事長）
- 布莱恩·贝伦多夫（英语：Brian Behlendorf）
- 伊藤穰一
- 鲍伯·利斯博纳
- 凱茜·戴維森（英语：Cathy Davidson）
- 羅納多·雷蒙斯（英语：Ronaldo Lemos）

原本克里斯多佛·布里扎德任職於Mozilla基金会的董事会，但是在Mozilla公司成立後，他加入了Mozilla公司董事会，伊藤穰一就接替他加入了Mozilla基金会的董事会。鲍伯·利斯博纳和卡尔·马拉默德于2006年10月入选Mozilla基金会董事会。
Mozilla公司还有一些员工，在公司成立前是为基金会服务的。
Mozilla的專案通常交給Mozilla.org的委员会來管理，这些委员会的成员后来都成為Mozilla公司的董事会成员和员工。

## 融資
2003年，Mozilla基金会成立的时候，除了接受美国線上的200万美元捐款。米奇·卡普爾也資助了30万美元。
2004年至2014年，Mozilla和Google簽訂協議，使用Google搜尋作為Firefox瀏覽器的預設搜尋引擎。另外，一個Firefox風格的Google搜尋成為Firefox的預設首頁。贊助協議的具體金額從來沒有被公布過。這項協議原本至2006年11月到期，然而，Google將協議延長至2008年11月，後來再次延長至2011年。2011年12月20日，Mozilla宣佈協議再次延長至少三年，根據知情人士透露，這次的協議金額為每年三億美元，比起過往的價碼高出許多，原因是多了微軟與Yahoo!的競標。
2014年11月，Mozilla與Yahoo!簽署五年合作協議，Yahoo!搜尋成為北美Firefox的預設搜尋引擎，俄羅斯的預設搜尋引擎是Yandex，在中國是百度。同时也被外界认为Mozilla和Google两家公司之间的矛盾激化，在关键产品上进入全面竞争关系。
然而，在2017年11月，Mozilla宣布將重新使用Google作為預設搜尋引擎，意味著Yahoo的合作關係提前結束。

## 捐款
在2006年的時候，OpenBSD專案創辦人西奧·德·若特尋求企業捐款，這些企業使用OpenSSH包裝發行而獲利，当时這筆募資目標為大型企業，如思科、IBM、惠普和紅帽公司，他们都销售了包含OpenSSH的作業系统，但是這些企業卻未捐助半毛錢。當時，Mozilla基金会发现，他們的很多员工如果没有使用OpenSSH，就只能透過不安全的方法工作，因此，Mozilla基金会捐贈了一万美元作为感谢。这笔資金是Mozilla基金会從Google合作中所获得的收入。
2010年底，Mozilla基金會與诺克斯维尔动物园合作，努力提高人們對瀕臨絕種的小貓熊的認識。在諾克斯維爾動物園出生的兩隻小貓熊（又名Firefox）幼崽正式成為Mozilla社群的一部分。網友們將幼崽命名為Spark和Ember，而Mozilla則在幾個月內播放了幼崽的24小時直播影片。